# Lord Strathcona's Horse (Royal Canadians)
Pour les articles homonymes, voir Strathcona.
Lord Strathcona's Horse (Royal Canadians) ou LdSH (RC), littéralement « Cavalerie du Lord Strathcona (Canadiens royaux) », est un régiment du Corps blindé royal canadien de la Force régulière des Forces canadiennes stationné à la base des Forces canadiennes (BFC) Edmonton en Alberta qui fait partie du secteur de l'Ouest de la Force terrestre dans le 1er Groupe-brigade mécanisé du Canada sous le Commandement de la Force terrestre. Le régiment est surnommé « Strathconas », et les membres sont souvent appelés les « Strats ». Le régiment comporte cinq escadrons. En septembre 2006, l'Escadron B a déployé en Afghanistan en utilisant le Leopard C2, le premier déploiement de chars de combat principaux de l'OTAN en Afghanistan.

## Annexe